# Hayato Sasaki
Hayato Sasaki (佐々木 勇人 Sasaki Hayato?), född 29 november 1982 i Miyagi prefektur, är en japansk fotbollsspelare.
Sasaki började sin karriär 2005 i Montedio Yamagata. Han spelade 119 ligamatcher för klubben. 2008 flyttade han till Gamba Osaka. Med Gamba Osaka vann han AFC Champions League 2008 och japanska cupen 2008, 2009. Efter Gamba Osaka spelade han för Vegalta Sendai, Kyoto Sanga FC och Tochigi SC. Han avslutade karriären 2016.